# Казе Кардинала (Болоња)
Казе Кардинала (итал. Case Cardinala) је насеље у Италији у округу Болоња, региону Емилија-Ромања.
Према процени из 2011. у насељу је живело 20 становника. Насеље се налази на надморској висини од 6 м.